# Hamburg International
Die Hamburg International GmbH & Co. KG, im Außenauftritt kurz Hamburg International, war eine deutsche Charterfluggesellschaft mit Sitz in Hamburg.

## Geschichte
Hamburg International wurde im Sommer 1998 als private und unabhängige Fluggesellschaft gegründet. Bis zum März 1999 folgte eine intensive Vorbereitungsphase, so dass die erste Boeing 737 im April 1999 ausgeliefert und der regelmäßige Flugbetrieb aufgenommen werden konnte.
Von 2003 bis 2006 nahm Hamburg International als „Designated Carrier of Kosovo“ regelmäßige Flüge von Zürich nach Priština im Kosovo auf. Eines der Flugzeuge wurde mit einem gemeinschaftlichen Farbenkleid von Hamburg International und Kosova Airlines, einer Marke des Reiseveranstalters Eurokoha Reisen versehen.
Seit Anfang des Jahres 2008 wurden nach und nach die älteren Boeing 737 durch neue Flugzeuge vom Typ Airbus A319 ersetzt.
Mit Auslieferung des ersten A319 (D-AHIH), der im Januar 2008 bei seinem Jungfernflug vom Flughafen Finkenwerder über die Flughäfen Saarbrücken, Friedrichshafen und München nach Hamburg vorgestellt wurde, führte Hamburg International auch ein überarbeitetes Farbschema ein.
Der vierte gelieferte Airbus, D-AHIK, ist mit einer dunkelblauen Sonderbemalung zum 10. Unternehmensjubiläum versehen.
Am Flughafen Friedrichshafen baute Hamburg International einen Hangar, um 2010 dort eine eigene Technikbasis zu eröffnen und die Wartung der Flugzeuge ins Unternehmen zu integrieren. Die Wartung wurde bis dahin durch die Lufthansa Technik durchgeführt, die Aus- und Weiterbildung der Piloten durch Lufthansa Flight Training.
Am 20. Oktober 2010 wurde bekannt, dass über Hamburg International beim Amtsgericht Hamburg ein Insolvenzverfahren am 19. Oktober 2010 eröffnet wurde, ebenso wurde die Schließung der Basis am Flughafen Niederrhein angekündigt. Am 20. Oktober setzte das Luftfahrt-Bundesamt auch die Betriebsgenehmigung sowie das Air Operator Certificate der Gesellschaft aus, die bis auf Weiteres somit keine Flüge mehr durchführen durfte. Geplante Verbindungen würden durch andere Gesellschaften abgedeckt.
Am 6. Dezember 2010 wurde bekannt, dass ein Teil der bisherigen Gesellschafter mit Hilfe neuer Investitionspartner Hamburg International in die neu gegründete Fluggesellschaft Hamburg Airways überführen werde. Diese erhielt schließlich am 28. März 2011 ihre Betriebsgenehmigung durch das Luftfahrt-Bundesamt.

## Flugziele

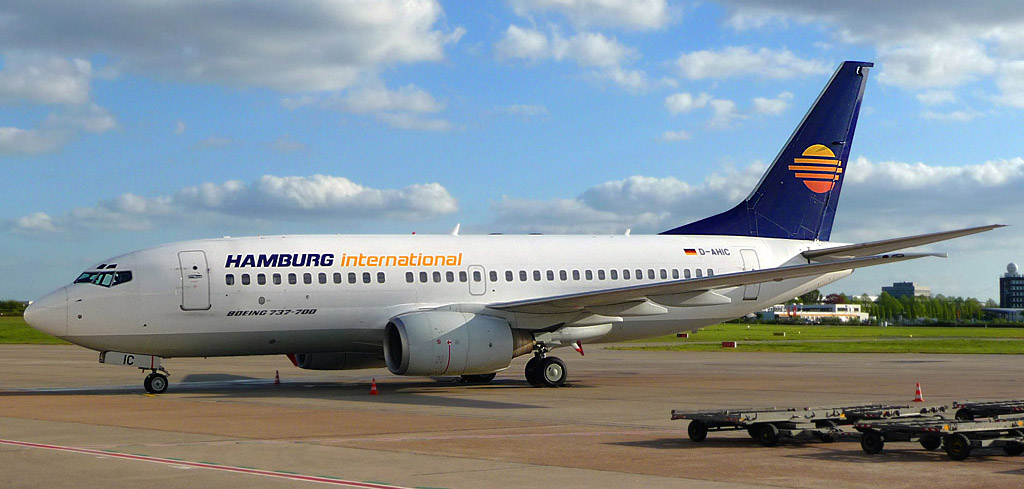
Zum Schluss nutzte die Fluggesellschaft noch eine Boeing 737-700.

Hamburg International führte Charter- und Sonderflüge durch. Hauptzielgruppe waren Urlauber und Gastarbeiter, die mit ihren Familien in ihre Heimat flogen. Bedient wurden dabei meist die klassischen Flugrouten von Deutschland und Zentraleuropa in mediterrane und nordeuropäische Ferienregionen. Meistens wurden die Flüge ohne direkten Sitzplatzverkauf durch Hamburg International ausschließlich im Vollcharter für deutsche und europäische Reiseveranstalter durchgeführt. Weitere Geschäftsfelder der Hamburg international waren der „ethnische Charterflugverkehr“ sowie Einzel-, Militär- und Ad-hoc-Charterflüge. Letztere wurden beispielsweise im Auftrag von Airbrokern, Spezialreiseveranstaltern, Unternehmen, Sportclubs, anderen Fluggesellschaften (Subcharter) oder sogar Privatpersonen durchgeführt.

## Flotte

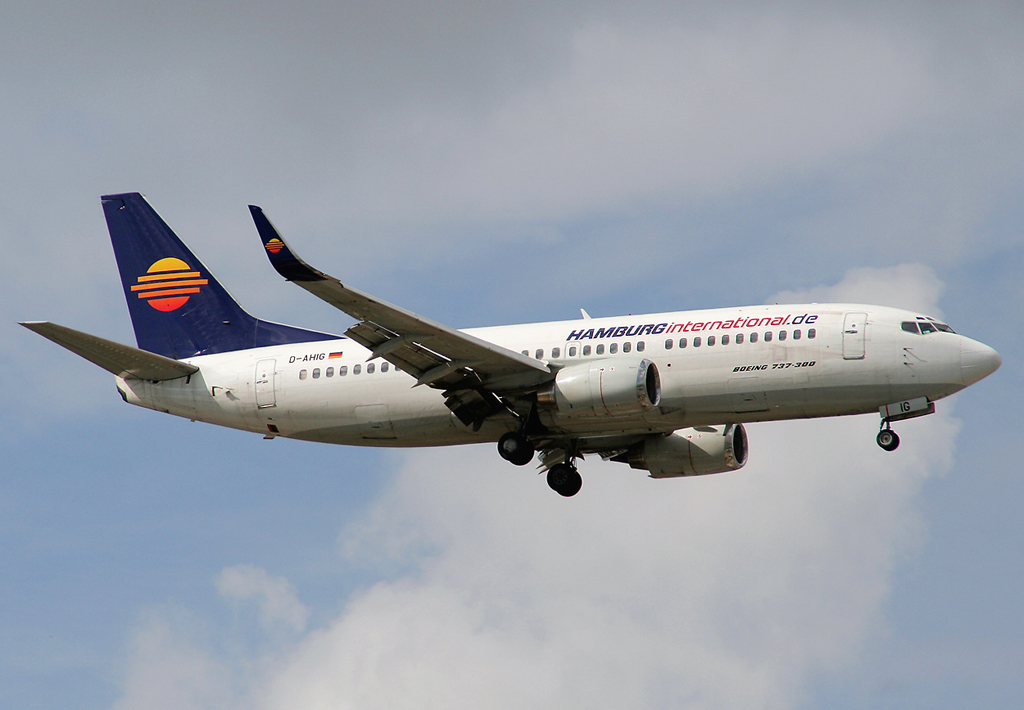
Eine Boeing 737-300 der Hamburg International

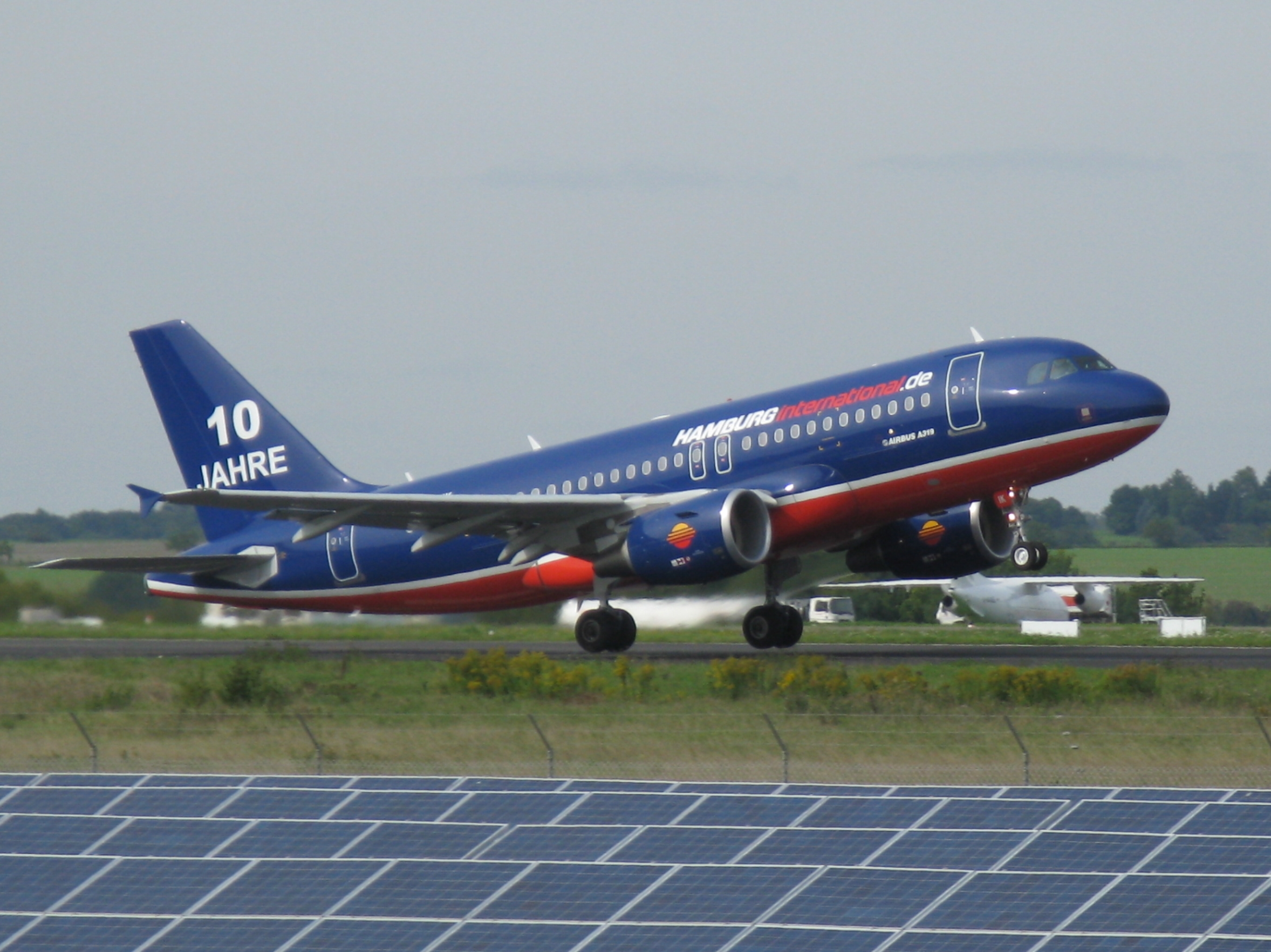
Ein Airbus A319-100 der Hamburg International in Sonderbemalung anlässlich des 10. Geburtstages der Gesellschaft

Bis zur Insolvenz im Oktober 2010 bestand die Flotte der Hamburg International aus 9 Flugzeugen:
- 8 Airbus A319-100
- 1 Boeing 737-700